# Храм Владимирской иконы Божией Матери (Нерехта)
Храм Владимирской иконы Божией Матери — православный храм в городе Нерехте Костромской области, построенный в 1685 году в связи с принесением на место её строительства чудотворного образа Владимирской Божией Матери. На строительство церкви царь Фёдор III Алексеевич выдал деньги из царской казны.

## История храма
В 1634 году на месте, где в настоящее время стоит церковь, была основана Сретенская иноческая обитель. Холодная церковь в честь Сретения (встречи) Владимирской Богоматери была построена в 1685 году усердием ярославца Иоанна Аверкиева. Её строительство связано с принесением в 1634 году из Ярославля на место строительства церкви чудотворного Владимирского образа Божией Матери. На её построение царь Федор Алексеевич, который в 1678 году прибыл в Нерехту для поклонения чудотворному образу, выдал из своей царской казны значительное количество денег. На окончание строения в 1685 году царь Пётр Алексеевич приказал выдать 250 рублей. После закрытия монастыря в 1764 году Владимирская церковь была обращена в приходскую.
Придельная теплая церковь построена в 1833 году на средства неизвестных жертвователей. Церковь окружена каменной оградой. Престолов три: в холодном храме в честь Владимирской иконы Божией Матери; в теплом — южный в честь Сретения Господня, а северный во имя архистратига Михаила. Достопримечательность церкви составляют два чудотворных образа Божией Матери Владимирской.
В 1930-е годы храм был закрыт, колокольня разрушена, а чудотворная икона бесследно исчезла. Обнаружить ее удалось в 1983 году. После реставрации икона находилась в музее, затем в Крестовоздвиженской и Преображенской церквах Нерехты. В 2004 году храмовый комплекс Владимирской церкви был передан Костромской епархии, и чудотворный образ Нерехтской иконы Божией Матери был также возвращён в храм.

## Росписи
В храме сохранилась клеевая стенопись 1775 года, отреставрированная в 1995—2006 годах Костромскими художниками-реставраторами под руководством А. Малафеева. О дате живописи свидетельствовала несохранившаяся надпись на откосе южного портала. Исполнение росписи приписывают ярославским мастерам Михаилу Алексеевичу Соплякову «со товарищи» или братьям Афанасию и Ивану Шустовым с артелью. Вторая артель также восемью годами ранее, в 1767 году, сделала росписи в Богоявленской (Никольской) церкви, также в городе Нерехта.